# Aija (provincie)
| Aija                                                   | Aija                        |
| ------------------------------------------------------ | --------------------------- |
| Aija, capitala provinciei                              |                             |
| Harta localizării provinciei în cadrul regiunii Ancash |                             |
| Informații generale                                    |                             |
| Țară                                                   | Peru                        |
| Regiune                                                | Ancash                      |
| Fondare                                                | 5 martie 1936               |
| - Capitală                                             | Aija                        |
| - Suprafață totală                                     | 696,72 km2                  |
| - Districte                                            | 5                           |
| Populație                                              |                             |
| An recensământ                                         | 2007                        |
| - Totală                                               | 7995                        |
| - Densitate                                            | 11,48/km2                   |
| Fus orar                                               | UTC-5                       |
| Sit web                                                | http://www.muniaija.gob.pe/ |
| UBIGEO                                                 | 0202                        |
| Modifică text                                          |                             |

Aija este una dintre cele douăzeci de provincii din regiunea Ancash din Peru. Capitala este orașul Aija. Se învecinează cu provinciile Huaraz, Recuay și Huarmey.

## Istoric
Provincia a fost creată prin lege la data de 5 martie 1936.

## Geografie
Provincia dispune de o climă moderată, cu temperaturi de aproximativ 18°C pe parcursul anului.
Este o zonă în care se găsesc minereuri de zinc, argint și staniu.

## Diviziune teritorială
Provincia este divizată în cinci districte (spaniolă: distritos, singular: distrito):
| District  | Primar                           |
| --------- | -------------------------------- |
| Aija      | German Ignacio Hizo Requena      |
| Coris     | Mamerto Antonio Chavez Quiñones  |
| Huacllan  | Wenceslao Lorenzo Hidalgo Gomero |
| La Merced | Manuel Dario Manrique Mejia      |
| Succha    | Aquiles Florencio Ortiz Leon     |

## Grupuri etnice
Provincia este locuită de către urmași ai populațiilor quechua. Limba spaniolă este limba care a fost învățată de către majoritatea populației (procent de 62,10%) în copilărie, iar 37,70% dintre locuitori au vorbit pentru prima dată quechua.